# Heinrichsbrunnen (Meiningen)

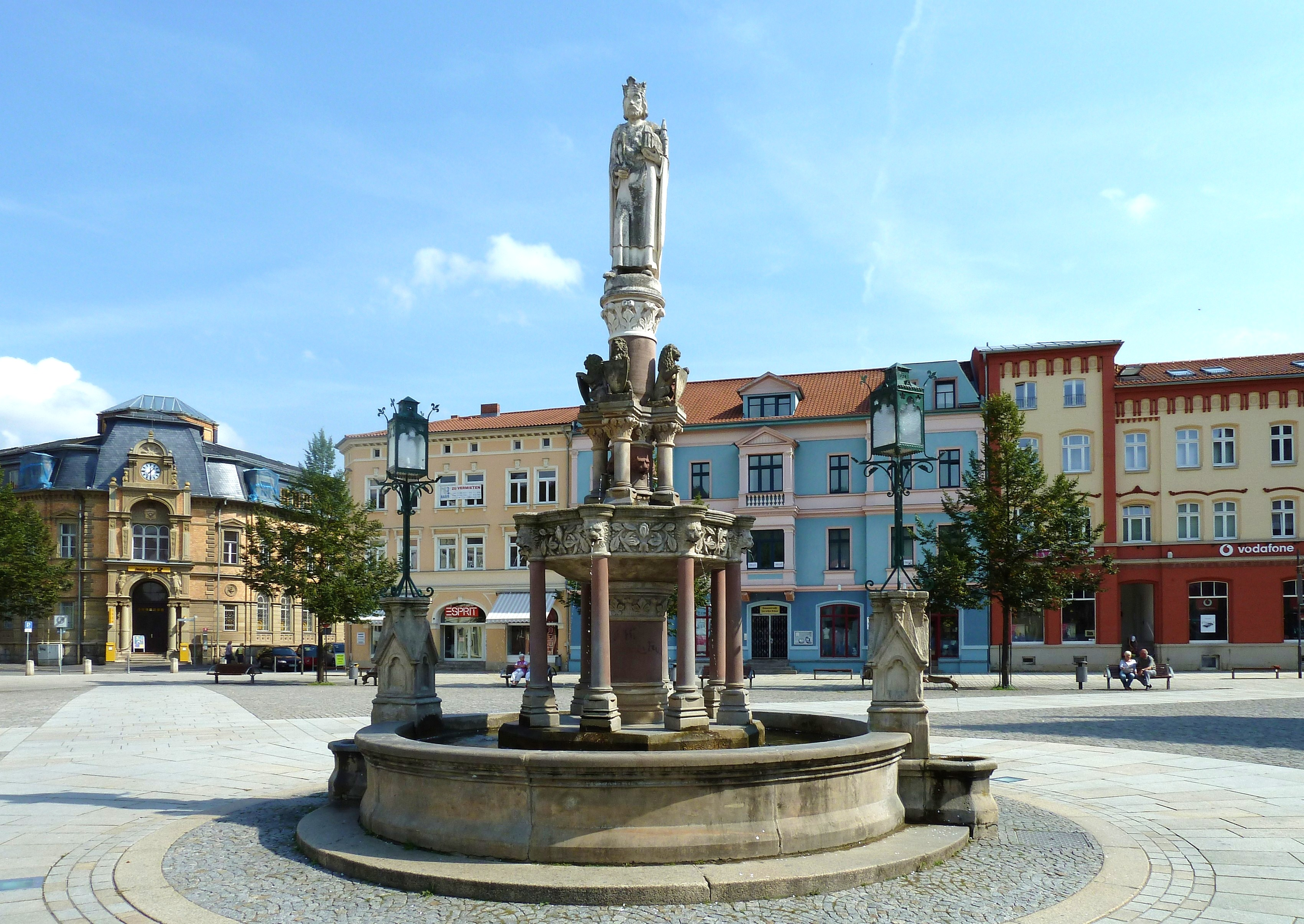
Heinrichsbrunnen

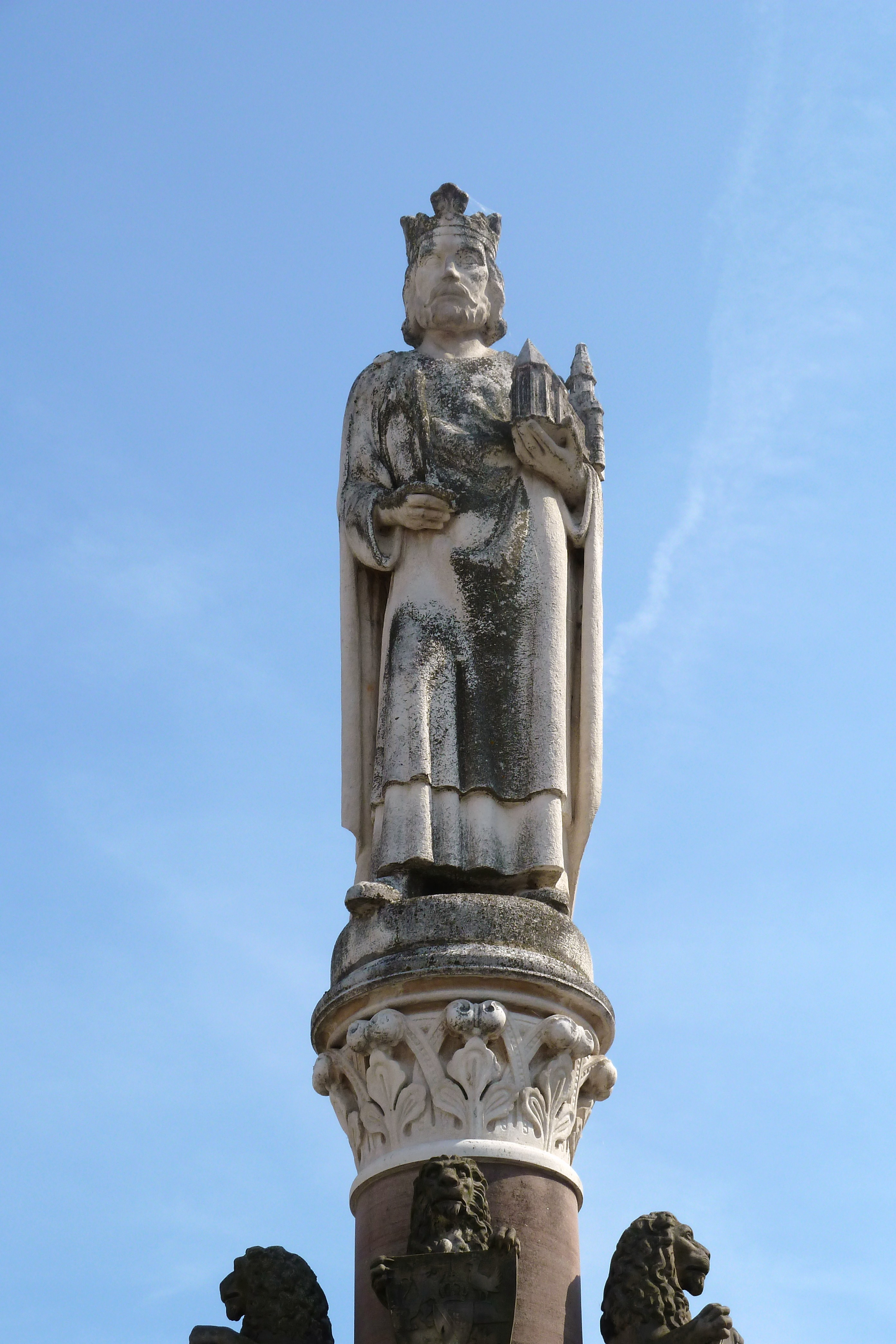
Skulptur Kaiser Heinrichs II.

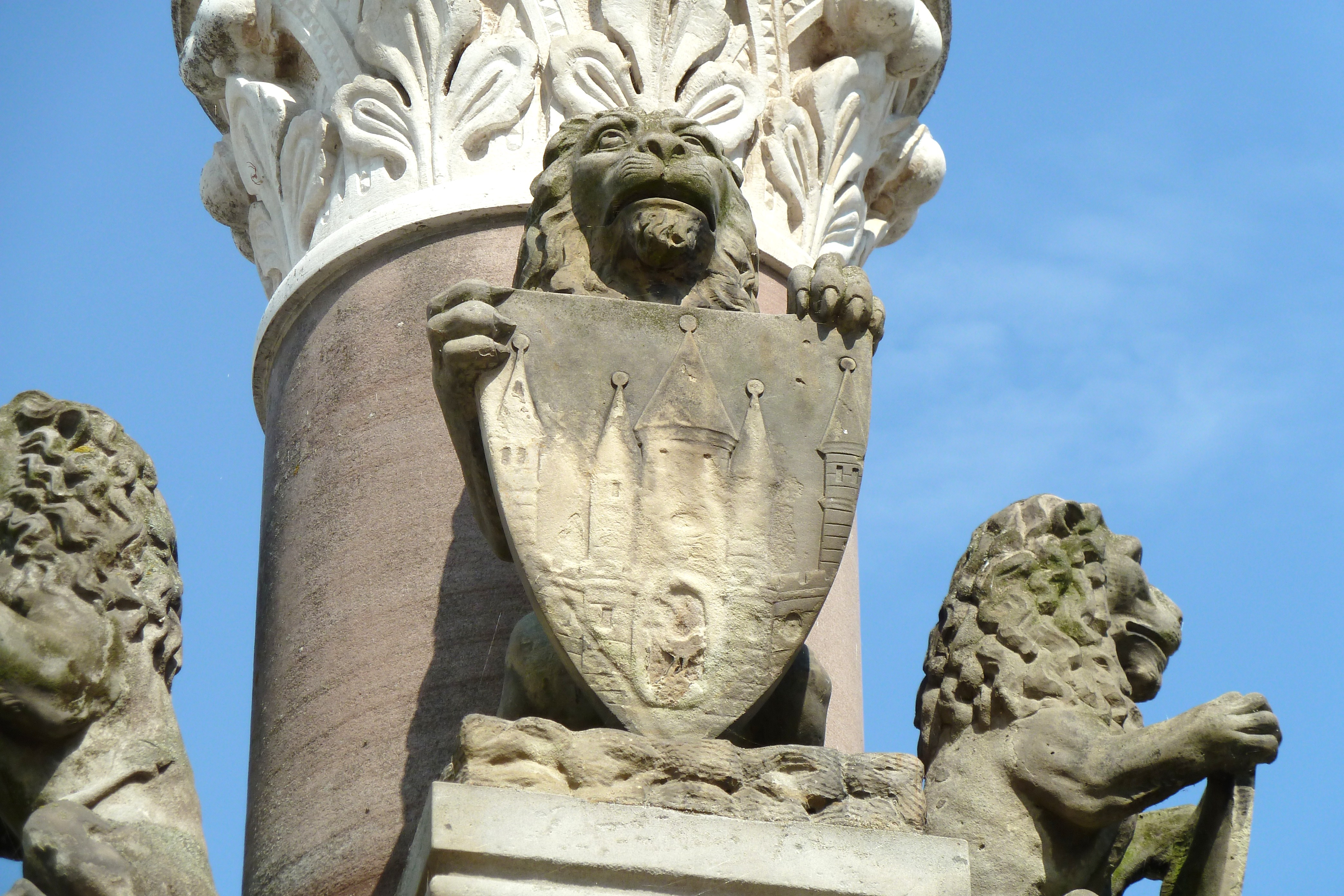
Detail: Sitzender Löwe mit dem Meininger Wappenschild

Der Heinrichsbrunnen ist ein historistischer Zierbrunnen in Meiningen, der zentral auf dem Marktplatz steht. Die Steinskulptur auf dem Brunnenstock stellt Kaiser Heinrich II. des Heiligen Römischen Reichs dar.

## Geschichte
Der Brunnen war eine Stiftung vom Sachsen-Meiningischen Herzog Georg II. und wurde 1873 auf dem Meininger Markt aufgestellt. Er ersetzte den bis dahin an gleicher Stelle stehenden Neptunbrunnen. Der Heinrichsbrunnen entstand nach Entwürfen des Bildhauers Wilhelm Pohl und des Architekten Hugo Schneider, beide zu dieser Zeit in Aachen ansässig. Die bereits 1862 von Hofbildhauer Ferdinand Müller im Auftrag des Erbprinzen von Meiningen entworfene Sandsteinfigur wurde wegen Umweltschäden 1968 durch Fritz Gögel erneuert. Eine komplette Restaurierung des unter Denkmalschutz stehenden Brunnens fand in den Jahren 1997 und 1998 statt.
Der 1014 zum Kaiser gekrönte Heinrich II. (HRR), bis dahin nannte er sich Heinrich IV., gilt als Schutzpatron der Stadt Meiningen. Der 1002 zum König des Ostfrankenreiches gekrönte Heinrich IV., der von 995–1004 auch Herzog von Bayern war, weilte während seines Königsumritts zum Jahreswechsel 1002/1003 auf seinem Königsgut Meiningen. Hier wurde er Anfang Januar 1003 durch ein starkes Hochwasser der Werra einige Tage an der Weiterreise gehindert. Er hat in diesen Tagen einer nicht belegbaren Überlieferung zufolge den Baubeginn der neuen Kirche St. Marien veranlasst, die im sich zu einem Marktflecken entwickelnden Königsgut nötig wurde. Bereits 1008 wurde die bis heute bestehende Kirche erstmals urkundlich erwähnt, als Kirche und Ort zum Hochstift Würzburg kamen.

## Aufbau
Der Brunnen besteht an der Basis aus einem runden steinernen Trog, der von zwei steinernen Laufbrunnen in Form von stilisierten Kapellen flankiert ist. Auf den Laufbrunnen sind Laternen installiert. Inmitten des Troges befindet sich ein dreietagiger Brunnenstock, der von acht sowie vier Säulen getragen wird. Der Brunnenstock ist mit acht wasserspeienden Löwenköpfen in der ersten Etage, vier wasserspeienden Löwenköpfen in der zweiten Etage und vier sitzenden Löwen in der dritten Etage versehen. Die sitzenden Löwen halten Wappenschilder mit dem Meininger Stadtwappen und den Wappen des Herzogtums Sachsen-Meiningen. Der Brunnen wird von dem ganzfigurigen Standbild Heinrichs II. bekrönt. Der Kaiser mit langem Gewand und Krone hält in der rechten Hand das Zepter als Herrscher und auf dem linken Unterarm trägt er als Heiliger ein Modell der Meininger Stadtkirche.